# El Lenguaraz
El Lenguaraz is een plaats in het Argentijnse bestuurlijke gebied Lobería in de provincie Buenos Aires.